# Bucim
O bucim é em arquitectura naval a peça por onde passa o eixo do motor para o exterior do navio, onde está fixada a hélice. Tem que ser suficientemente justa ao eixo para que a água não entre, mas não demasiado apertada para que o eixo possa rodar facilmente. O justo compromisso é  apertar o empanque o suficiente,  para permitir que uma "lágrima" de água aja como lubrificante. Hoje em dia este sistema está  em desuso.
Em engenharia bucim se refere a uma peça metálica que permite a passagem de cabos ou fios elétricos em seu interior. Geralmente anelar, a peça é comumente usada em medições de temperatura em industrias compondo RTDs por permitir o ajuste exato de imerssão da termoresistência no processo.